# منتخب الفلبين تحت 17 سنة لكرة السلة للرجال
منتخب الفلبين تحت 17 سنة لكرة السلة للرجال هو ممثل الفلبين الرسمي في المنافسات الدولية في كرة السلة تحت 17 سنة.